# 하느님의 선교
하느님의 선교(영어: Missio Dei) 또는 하나님의 선교는 선교의 목적이 비 기독교 신자들을 기독교로 개종시키는 것이 아니라, 공동체에서 소외받으며 억압과 착취로 고통받는 민중들에게 관심을 갖고 봉사함으로써 그리스도의 가르침을 실천하는 선교이다.

## 하느님의 선교에 대한 이해
개신교 신학자 이상성은 하느님의 선교에 대해 다음과 같이 정의한다.
| “ | 오늘날 제3세계 사람들은 엄청난 고통을 당하고 있다. 필리핀 농부들을 비롯해 소말리아 같이 분쟁에 휩싸인 지역 주민, 노예노동에 시달리는 남미 노동자, 저임금으로 중노동에 혹사당하는 제3세계 소년․소녀 등 셀 수 없을 정도로 많은 이들이 생계비에 못 미치는 임금을 받고 제1세계의 풍요로운 물질적 삶을 뒷바라지 하고 있다. 하나님 선교는 이런 사람들에게 관심을 갖는 것이다. 그들에게 복음보다 인권을, 인간다운 삶의 권리를, 질병으로부터 자유로움을 얻게 하려고 할 수 있는 모든 노력을 기울여야 한다. | ” |

아프리카 수단에서 가톨릭 선교사로 활동했던 고 이태석(요한)사제도 선교를 복음의 실천으로 이해한다.
| “ | 가난과 절망에서 벗어나기 위해 죽음의 늪에서 뛰쳐나온 다르푸르의 가난한 아이들을 보니 '가톨릭'이니 '개신교'니 '이슬람'이니 하면서 사람을 종교로 구분짓는 것이 그들에겐 배부른 소리요, 조금은 미안한 소리가 아닐까 하는 생각이 들지 않을 수 없었다. 다르푸르의 아이들은 정말 우리의 도움이 절실하게 필요한 이들임에 틀림없다. 도움이 필요한 사람들에게 도움을 주고 희망을 주며 사랑을 잃은 이들에게 사랑을 주는 데에 그들이 가톨릭이나 개신교면 어떻고 이슬람이면 어떤가? 그들이 우리의 도움을 받는다고 해서 꼭 우리가 믿는 종교로 개종해야 한다는, 내 안에 잠재된 강박적인 사고에 부끄러운 마음이 들었다. | ” |

## 같이 보기
- 사회선교